# Балатау
Балатау — горный хребет на Южном Урале. Находится на территории Ишимбайского района Республики Башкортостан.
Состоит из 5 отдельных горных массивов. Хребет вытянут по меридиану в длину на 5 км, ширину — до 3 км. Максимальная высота — 639 м.
Ограничен реками Урюк (на юге), Ямаш (на западе), Улуелга (на севере), Ульган (на востоке).
Рельеф разнообразен: пологие подножия, крутые склоны с известняковыми обнажениями, плоские вершины, карстовые провалы. Состоит из пород ашинской серии верхнего венда, отложений карбона.
Ландшафты — берёзовые, сосново-берёзовые леса.

## Топонимика
Название хребта в переводе с башкирского означает — малая гора.